# Škoda 14Tr
Škoda 14Tr — тролейбус чехословацького виробництва з тяговим двигуном постійного струму. Серійно вироблявся впродовж 1981—2004 років та позасерійно з 2004—2009 роках. Нині експлуатується у тролейбусних мережах України, Росії, Молдови, Вірменії, Литві, Угорщини, Чехії, Словаччини, Болгарії.

## Історія
У 1972 році, в якості дослідних зразків, на заводі була побудована 14-та модель нового тролейбуса Škoda. Після численних доробок і отриманих в ході тестових випробувань, з 1981 року почалося їх серійне виробництво. Škoda 14Tr був обладнаний тиристорно-імпульсною (електронною) системою управління та тяговий електродвигун постійного струму серії AL2943rN, аналогічно як і у прототипів Škoda 9TrHT. При цьому один з прототипів Škoda 14Tr (умовне позначення Škoda 14Tr0) надійшов на випробування в Київ. Пізніше, у 1980 році надійшли наступні прототипи машин, які отримали бортномери 001 та 002, один із них мав РКСУ (рос. реостатно-контакторную систему управления), інший мав сучасну на той час ТИСУ (рос. тиристорно-импульсную систему управления). Тиристорно-імпульсна схема керування наприкінці 1970-х років була сама по собі нововведенням. Відмінність її від РКСУ полягала в тому, що замість пуско-гальмівного реостата, керованого за допомогою обертового валу з кулачковими контактами, електродвигуном керував електронний блок тиристорів. Усі наступні серії машин Škoda 14Tr були лише з тиристорним керуванням. З часом дана модель постійно піддавалася модернізації та удосконаленню. Так, у 1984 році, з'явилися уніфікації даної моделі з індексом 02 для колишніх країн СРСР (вони мали відповідне позначення на табличці — Škoda 14Tr02). Дані модифікації розділяли Škoda 14Tr для регіонального використання і мали між собою значні технічні відмінності. Машини з індексами 01, 05, 07, 08/6, 08/7, 10/6, 13/6 та 17/6 були розроблені для чехословацького регіону, хоча деякі з них були придбані іншими країнами, машини з індексами 02, 02/6, 89/6 та 11/6 були розробленні для СРСР. Також була розроблена і виготовлена партія тролейбусів дводверної модифікації (умовний індекс 04) для Криму, яка за невстановлених причин потрапила в Київ та Тбілісі.
Також на основі цієї моделі тролейбуса був розроблений спарений варіант з двох тролейбусів Škoda 14Tr з умовним індексом Škoda TV14. Такий спосіб мав би замінити старі спарені тролейбуси Škoda 9Tr у м. Київ. Проте даний проект не вдалось реалізувати оскільки на той час у 1985 році дана технологія вважалась аварійно небезпечною, та застарілою.
У 1988 році підприємство «Škoda-Ostrov» запускає у виробництво Škoda 14Tr для мереж з напругою в 750 В. Дана модифікація мала в собі тяговий двигун постійного струму потужністю 120кВт.
У 1990 році «Škoda-Ostrov» здійснює чергову модернізацію тролейбуса, з установкою електронних блоків тиристорно-імпульсного керування нового покоління. Тролейбуси даної модифікації позначаються індексами 10/6, 11/6 13/6 іт.д.
У 1995 році підприємство «Škoda-Ostrov» здійснює редизайн Škoda 14Tr з індесом «М» («Škoda 14TrM»). Дана модель вже відрізнялась візуально, передня і задня частина тролейбуса були дещо змінені а також мала електронну систему автоінформації фірми BUSE. (Випускалася до 2004 року).
У середині 1997 року, на замовленням тролейбусного оператора Дейтона (США), на заводі створили американський варіант моделі Škoda 14Tr. Збірка 57 машин Škoda 14TrE здійснювалася в США. Тролейбуси були обладнані службовим автономним ходом, кондиціонером салону та електрично-механічне приспосіблення для безперешкодного заїзду людей з інвалідністю. Škoda 14TrSf мало розширене на 100 мм шасі, пластикове облицювання передньої і задньої частини кузова, а також «американський» дизайн, відмітний від європейських машин сімейства 14Tr. На всіх тролейбусах Škoda для США була встановлено булл-бар — багажник з кріпленням для перевезення велосипедів. Впродовж 2000—2003 років для Сан-Франциско Škoda виготовила 241 Škoda 14TrSf і 33 зчленованих Škoda 15TrSf. Поряд з цими замовленнями для міст Європи і країн колишнього СРСР до кінця 2004 року завод випускав модернізовані варіанти базових моделей Škoda 14TrM і Škoda 15TrM.
У продовж 1998-2000 років, на замовлення Риги та Ашгабаду Škoda-Ostrov виготовляє оновлений варіант моделі Škoda 14Tr з індексом 18/6. Візуально дана модифікація дещо нагадувала Škoda 14TrM, проте технічно машина значно відрізнялась від усіх своїх попередників. Дані машини комплектувались електричним обладнанням аналогічним як у Škoda 21Tr, тяговий електродвигун постійного струму 1ALS2741TN потужністю 140кВт, імпульсний тяговий перетворювач на GTO тиристорі, та наявністю статичного перетворювача для бортової мережі. Частково електричне обладнання розташовувалась в окремому ящику який розміщування на даху в хвостовій частині тролейбуса.
Останнім замовленням тролейбуса моделі Škoda 14Tr надійшло у Кишинів де у продовж 2001-2004 років місто отримало 30 одиниць тролейбусів.
У продовж існування заводу Škoda-Ostrov s.r.o. було виготовлено понад 4000 одиниць тролейбусів Škoda 14Tr різної модифікації.

## Конструкція
1. Струмознімачі (штанги)
2. Контактор
3. Тяговий блок MT7.2
4. Гальмівний опір (реостат) RM6
5. Конденсаторна батарея KV4.2
6. Фільтр LC1.10
7. Регулятор RT3.1
8. Допоміжна панель приладів
9. Оновна панель приладів

10. Електрична комутаційна панель 24В.
11. Перемикач напрямку руху 5PPD21
12. Головний автоматичний вимикач 2HA1
13. Контролер 3KTD3
14. Контактори
15. Панель високовольтних запобіжників 600V
16. Перемикач полярності мережі 1PDD21
17. Контактори
18. Двигун гідроприводу та альтернатора MG132
19. Тяговий дросель
20. Тяговий двигун 8AL2943rN
21. Контактори
22. Комбінований блок опорів (шунти) 1RS1
23. Двигун компресора MG112
24. Акумуляторна батарея 18KPM160P

Акумуляторна батарея: 24В, 120А/год. Нікель-кадмієва (Ni-Cd)
Альтернатор: 28В, 60А
Вхідні двері Škoda 14Tr двостулкові, шарнірно-поворотного типу. Всі двері мають пневматичний привід з електричними соленоїдами. Двері типово відчиняються синхронно, проте зачинення відбувається в два етапи,  спершу зачиняються ліва половина, і в проміжку часу за секунду — права половина.
У тролейбусі також було передбачено примусову вентиляцію — 2 стелеві вентилятори та люк над задньою площадкою. Стелеві вентилятори розташовані в передній та центральній частинах тролейбуса, але їх чомусь не встановлювали у серіях Škoda 14Tr89/6, Škoda 14Tr11/6, та деяких Škoda 14Tr13/6, у них замість вентиляторів в передній частині був звичайний відкривальний люк як у задній.
Колеса тролейбуса: дискові, 6 коліс, розмір обода  7,5—20, або 8—20, розмір покришок: 10,00 R 20 NR 17 ALL STEEL. Після 1998 року покришки коліс встановлювали безкамерні.
Підсилювач керма у тролейбуса — гідравлічний, тип — Technometra.
Передній міст Tatra, жорсткий, зварний, виготовлений з товстої трубки та штамповок. Для регулювання кута схождения коліс служить з'єднувальна тяга.
Задній (ведучий) міст RABA-018, або RABA-118, RABA-718, або Škoda HN 2 з передаточним співвідношенням редукторів 10,699.
Підвіска тролейбуса: Обидва моста мають пневмопідвіску — резинокордні сільфони. Гасіння коливань забезпечують 6 телескопічних амортизаторів.
Гальма:
Робочі гальма представлені в два етапи:
- електродинамічні реостатні, діють лише на задню вісь, (відповідно з керуванням натисненої педалі електро-гальм), електричне гальмо працює завжди якщо педаль натиснута, незалежно від того чи тролейбус у русі чи стоїть на місці.
- пневматичні, двухконтурні, діють механічно на усі колеса, стисненим повітрям (якщо швидкість 20км/год або нижче) для повної зупинки.

Стоянкове гальмо — пружинні енергоакумулятори. Слід зауважити що в даної моделі тролейбуса,
Кузов: Самонесучий, зварений з металевих профілів.
Середня швидкість ходу тролейбуса — 19 км/год (середня швидкість між простою на зупинці та у русі). Розгін у Škoda 14Tr швидкіший за Škoda 9Tr, і швидкість з 0 до 40 км/год тролейбус набирає за 11 секунд (враховуючи середній вік тролейбуса — 15 років). Максимальна швидкість обмежена електронікою в 65 км/год, проте якщо відключити обмежувач, повним тролейбус може досягати швидкості 65-70 км/год, а без пасажирів — 105 (рекордні показники перевищували 110 км/год, а у тролейбусів, що були модифіковані — за 120 км/год).
Штанговловлювачі працюють за принципом зворотної тяги. Служать для автоматичного опускання штанг струмоприймачів нижче рівня контактної лінії, з метою її захисту від ушкоджень.
Безпека пасажира: В тролейбусі передбачено звукову та світлову сигналізацію, яка призначена попередити пасажирів щодо зачинення дверей. В момент коли водій натискає клавішу керування пасажирськими дверима, спершу подається сигналізація тональним звуком певної частоти, та над дверима загораються лампи, і згодом в проміжку часу 1,5 секунди - двері зачиняються. Однак модифікація машин для СССР мала самостійний відокремлений функціонал. Водій спершу натискав кнопку сигналізації, а згодом клавішу зачинення дверей.
Робоча напруга: 600 або 750В з допустимим відхиленням +20% / -33%

## Експлуатація
Škoda 14Tr виявився найвдалішим і наймасовішим тролейбусом з ТІСК, що експлуатується на теренах колишнього СРСР. Тривалий час його створення та традиційна якість чеського виробника в поєднанні з продуманою конструкцією дозволили багатьом тролейбусам цієї моделі працювати по 15-20 років, чимала кількість Škoda 14Tr продовжує працювати і в наші дні, хоча вже для всіх цих тролейбусів вичерпано строки експлуатації, що були встановлені виробником.

## Музені експонати
Не зважаючи на завершення епохи експлуатації даних машин, деякі окремі екземпляри все ж залишили в цілях історичної пам'ятки. Деякі машини різних років та модифікацій були відновленні то максимально автетнтичного стану, і можуть служити в екскурсійних цілях.
- Еберсвальде Škoda 14Tr03 #3 1983р.в. перебуває в Барнімскій автобусній компанії.
- Софія Škoda 14Tr06 #1002 1985р.в. "Столичен Електротранспорт" ЕАД
- Тихі Škoda 14Tr17/6 #024 1996р.в. Tyskie Linie Trolejbusowe Sp. z o.o.
- Братіслава Škoda 14Tr01 #6207 1982р.в.
- Кошице Škoda 14Tr07 #74 1986р.в.
- Жиліна Škoda 14Tr14/7 #213 1994р.в.
- Музей Страшіце Škoda 14Tr08/6 #432 1989р.в., Škoda 14TrM #403 2003р.в., Škoda 14TrE2 #9803 1998р.в.
- Острава Škoda 14Tr05 #3129 1985р.в., Škoda 14TrM #3258 1991р.в.
- Пардубиці Škoda 14Tr08/6 #311 1989р.в. Škoda 14TrM #347 2006р.в. Pardubický spolek historie železniční dopravy
- Брно Škoda 14Tr01 #3173 1983р.в., Škoda 14Tr17/6M #3283 1995р.в.
- Пльзень Škoda 14Tr08/6 #429 1989р.в.
- Опава Škoda 14Tr07 #58 1986р.в.
- Градець-Кралове Škoda 14Tr05 #08 1984р.в.
- Злін Škoda 14Tr17/6M #170 1995р.в.  Dopravní Společnost Zlín-Otrokovice

## Škoda 14Tr в Україні
Список діючого рухомого складу в Україні який використовується в регулярній експлуатації станом на 2025 рік.
| Місто            | Кількість | Примітки |
| ---------------- | --------- | -------- |
| Рівне            | 49        |          |
| Чернівці         | 22        |          |
| Львів            | 21        |          |
| Тернопіль        | 15        |          |
| Миколаїв         | 14        |          |
| Одеса            | 8         |          |
| Івано-Франківськ | 5         |          |
| Херсон           | 5         |          |
| Запоріжжя        | 4         |          |
| Житомир          | 2         |          |

## Галерея

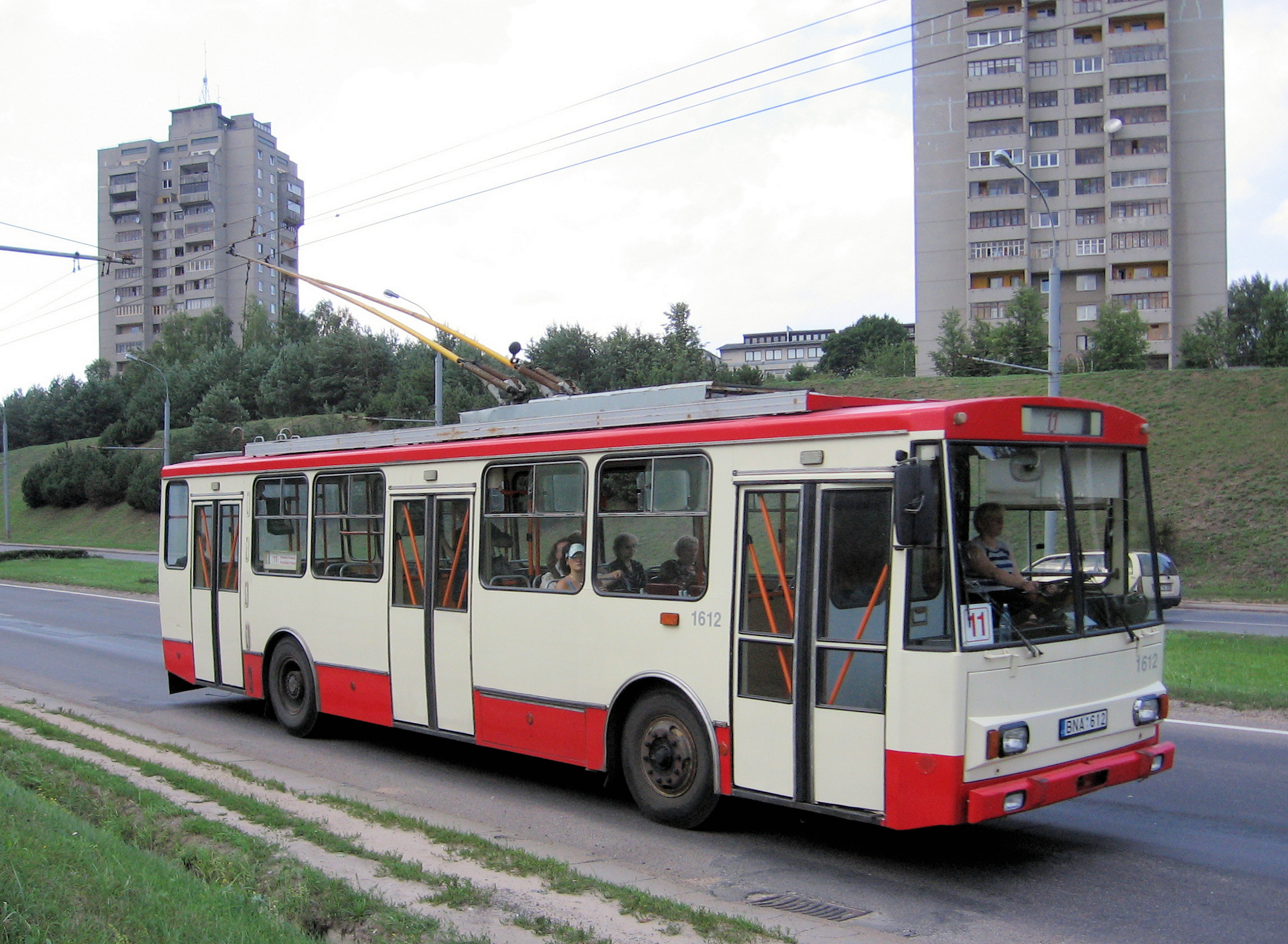
Škoda 14Tr у Вільнюсі (2006)
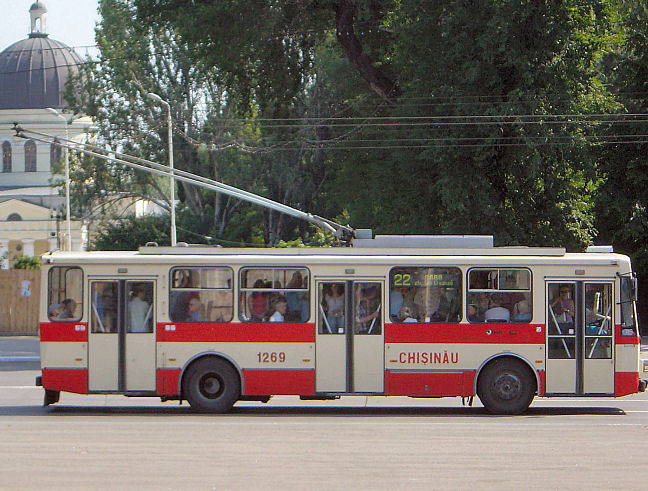
Škoda 14Tr у Кишиневі (2005)
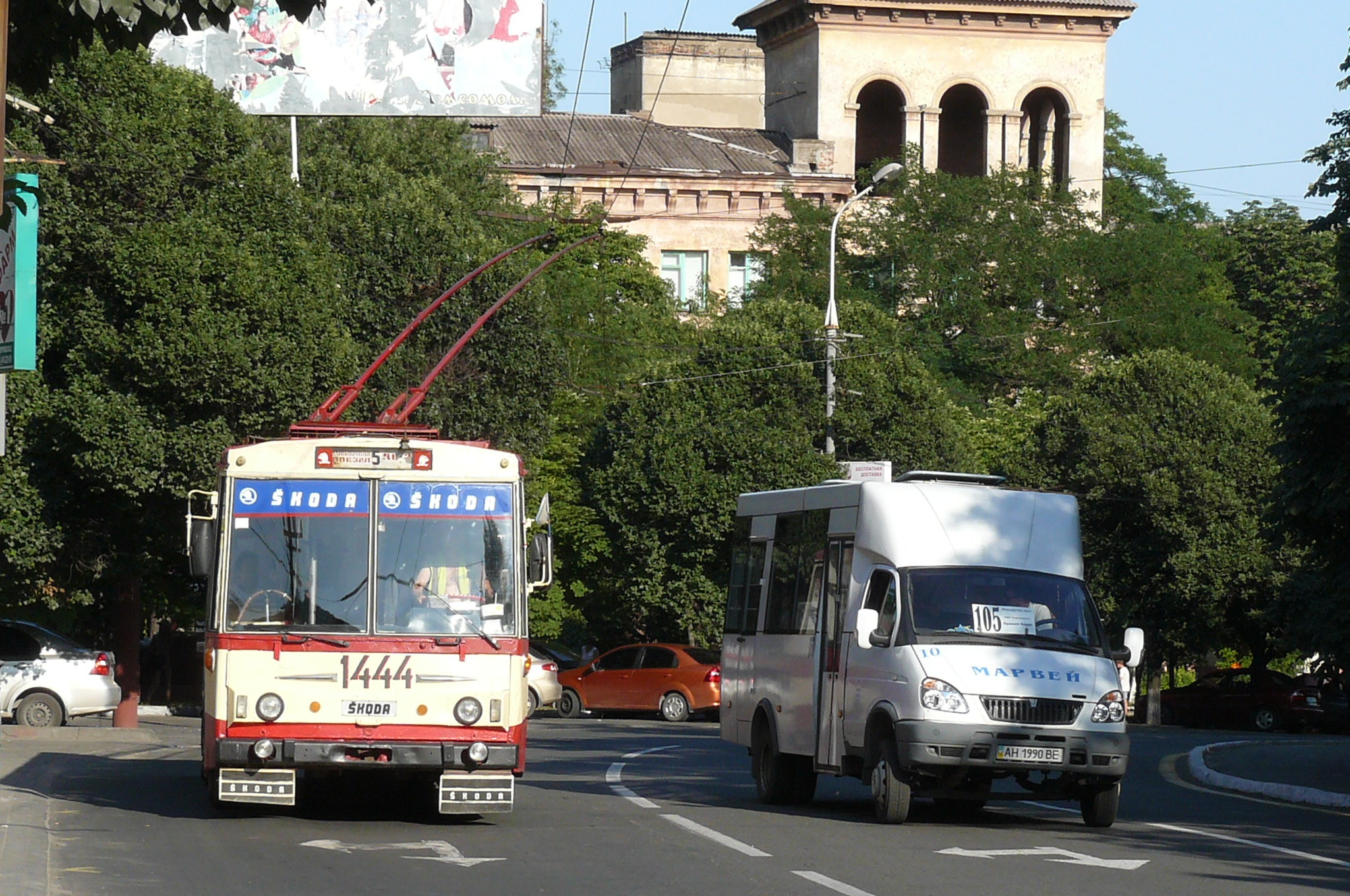
Škoda 14Tr у Маріуполі (2012)
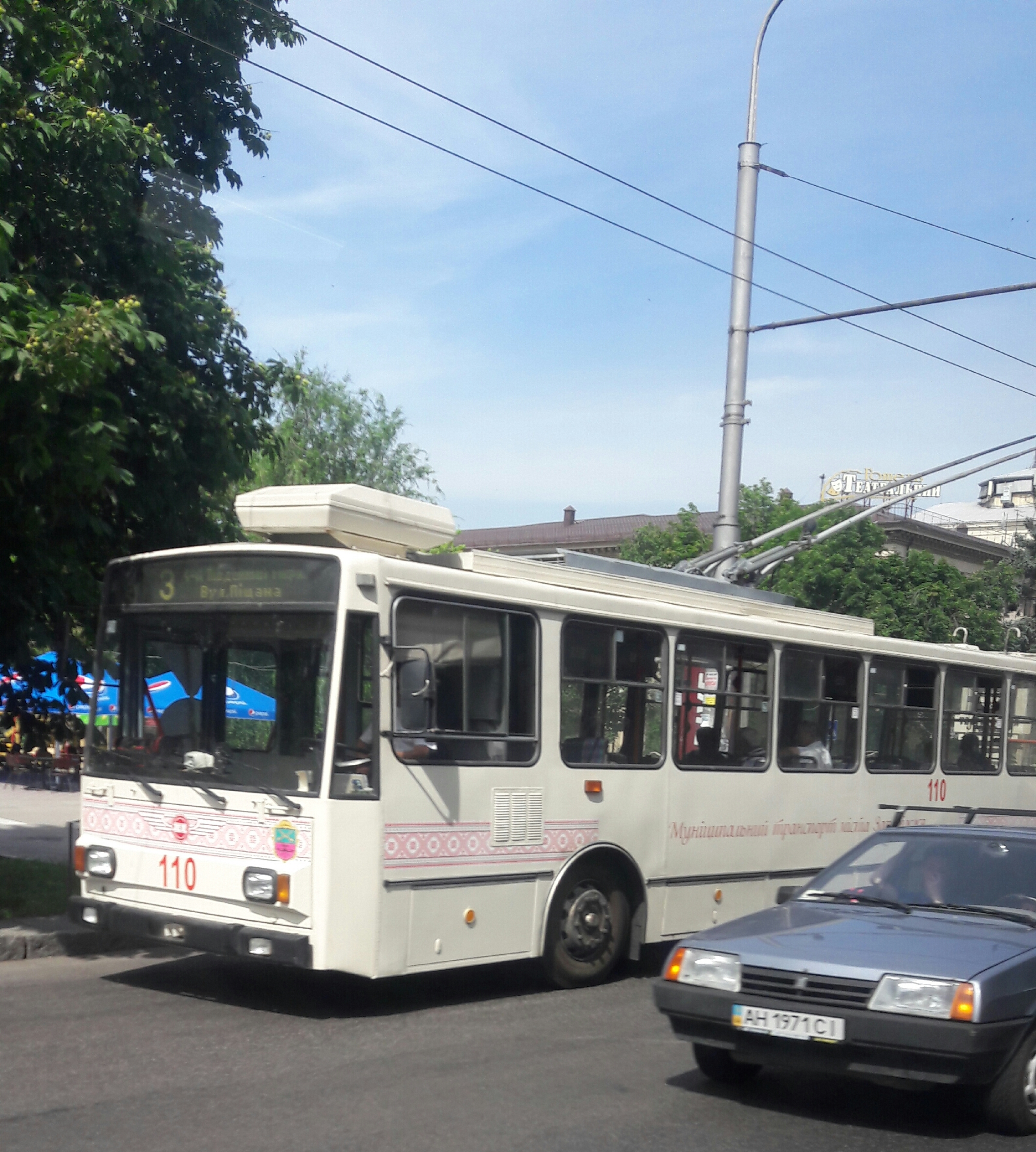
Škoda 14Tr у Запоріжжі (2017)
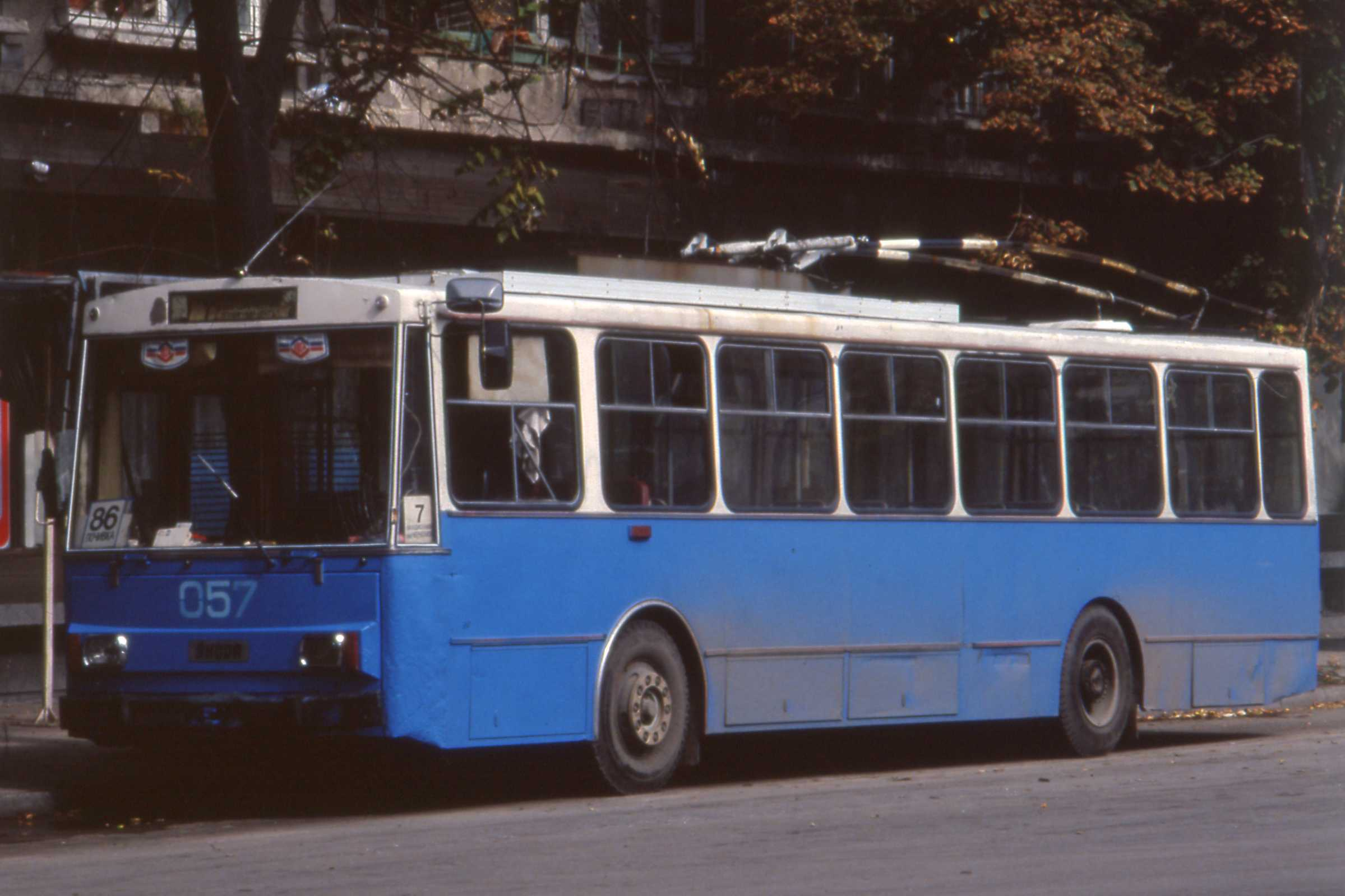
Škoda 14Tr06 у Болгарському місті Вана
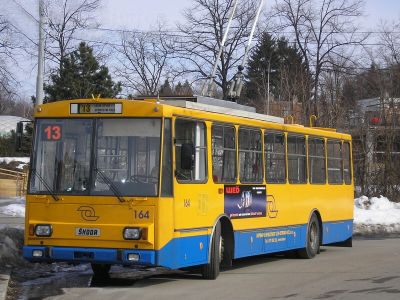
Škoda 14Tr у чеському Зліні.
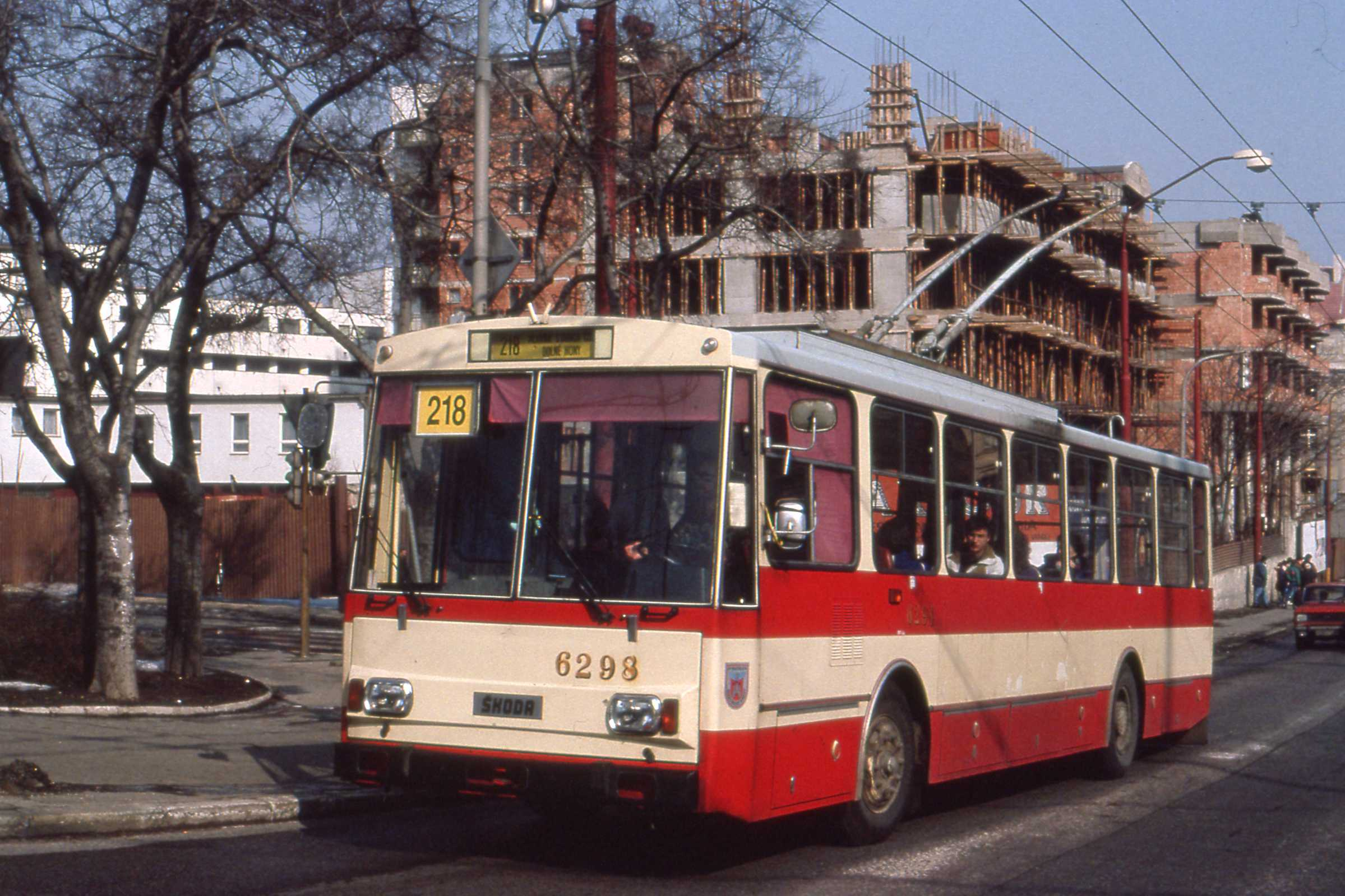
Škoda 14Tr в Братіславі.

## Див.також
- Історія тролейбусів від Škoda 1Tr до Škoda 31Tr [Архівовано 4 травня 2018 у Wayback Machine.] (рос.)
- Škoda 14TrM
- Škoda 15Tr
- ЛАЗ-52522
- ElectroLAZ-12
- Богдан Т60111